# 这感觉够爽
《这感觉够爽》是瑞典DJ兼音乐制作人艾维奇创作，并与澳大利亚歌手康拉德·塞威尔共同演唱的单曲。歌曲于2016年3月以数字下载的形式发行，并作为可口可乐新版广告语“这感觉够爽”（Taste the Feeling）的宣传歌曲以及2016年欧洲足球锦标赛和2016年里约热内卢夏季奥林匹克运动会广告的配乐。

## 作曲
艾维奇在一份声明中说：“参与这项任务意义重大。当可口可乐公司向我介绍如何为2016年欧洲杯比赛制作赞歌时，我意识到制作一首与全球最大规模足球赛事之一的欧洲杯有关的歌曲将会非常有趣且让人富有创造力。”塞威尔说：“和艾维奇一起工作真是太棒了，他是一个才华横溢的小伙子，我一直是他的粉丝。能够和他在工作室共度时光真是太棒了，因为这给了我们一个真正感受和了解彼此的机会。我们有机会深入交流并在两种音乐风格间掌握平衡，感觉我们创造了各自引以为傲的东西并能够作为伟大的音乐作品而轰动一时！”

## 评价
Idolator网站的罗比·道（Robbie Daw）写道：“《这感觉够爽》像是让澳洲歌手塞威尔站在岸边低声吟唱，但却渴望‘再拿一杯可乐’去潜水。这首歌基本与克里斯·布朗于2008年为箭牌公司绿箭口香糖所作的流行歌曲《Forever》感觉相同，嗯……除了它的味道不会保持很久，而《Forever》则不同。”
We Got This Covered网站的约翰·卡梅伦（John Cameron）写道：“就在你认为只有一个艾维奇时，这位瑞典明星DJ兼制作人成功地抛弃了他仍可能拥有的任何标签。作为可口可乐公司广告宣传活动的一部分，他与歌手康拉德·塞威尔联袂演唱了《这感觉够爽》，两位艺人都将自己的名字放在了最令人反感的普通音乐作品上。”

## 曲目列表
| 数字下载 | 数字下载          | 数字下载 |
| 曲序     | 曲目              | 时长     |
| -------- | ----------------- | -------- |
| 1.       | Taste the Feeling | 3:11     |

## 制作人员
- 制作 – 艾維奇
- 歌詞 – 康拉德·塞威尔（英语：Conrad Sewell）
- 唱片公司 – 艾维奇音乐 / 环球音乐 / 300（英语：300 Entertainment）

## 榜单
| 榜单（2016年）                   | 最高排名 |
| -------------------------------- | -------- |
| 奥地利（Ö3四十强单曲榜）         | 17       |
| 法国（法國唱片出版業公會單曲榜） | 136      |
| 53                               |          |
| 葡萄牙（葡萄牙唱片業協會单曲榜） | 97       |
| 斯洛文尼亚（SloTop50）           | 15       |
| 瑞典（瑞典最熱榜）               | 60       |

## 认证
| 地區                                                       | 认证 | 认证单位/销量 |
| ---------------------------------------------------------- | ---- | ------------- |
| 巴西（巴西唱片業協會）                                     | 白金 | 40,000‡       |
| *僅含認證的實際銷量 ^僅含認證的出貨量 ‡僅含認證的+實際銷量 |      |               |

## 不同版本
2016年4月19日，中国大陆歌手李祥祥发布了国语版《这感觉够爽》。
2016年5月18日，巴西歌手栾·桑塔纳发布了巴西葡语版《这感觉够爽》。音乐视频在圣保罗录制，由佩德罗·索科尔（Pedro Sokol）和法比亚诺·皮耶里（Fabiano Pierri）执导，杜杜·博尔赫斯（Dudu Borges）出品。栾·桑塔纳也有出镜，他将这些元素归结于作曲。
2016年7月29日，NCT 127组合与可口可乐合作，为SM STATION发布了韩语版《这感觉够爽》。
2016年9月14日，西班牙歌手艾杜内为可口可乐西班牙语版广告参与了伴唱。
2017年1月25日，亚伯拉罕·马特奥发布了自己创作的拉丁西班牙语版《这感觉够爽》。
作为可口可乐西班牙活动的一部分，拉里·埃斯波西托发布了《这感觉够爽》的西班牙语新版本。
2017年5月4日，希腊乐队Onirama发布了《这感觉够爽》的希腊语版本，作为可口可乐活动的一部分，他们推出了一种新的零卡路里甜菊口味产品。
韩国流行音乐女子组合MAMAMOO发布了新版韩语版《这感觉够爽》。据悉，这一版本将作为平昌2018年冬季奥林匹克运动会的主题曲。
2017年6月25日，可口可乐发布了比利时独立流行音乐组合NaviBand的当地语言版本《这感觉够爽》，以此向白俄罗斯的当地文化遗产致敬。